# 2940 Бекон
2940 Бекон (2940 Bacon) — астероїд головного поясу, відкритий 24 вересня 1960 року.
Тіссеранів параметр щодо Юпітера — 3,282.